# George van Rossem
George van Rossem (* 30. Mai 1882 in Den Haag; † 14. Januar 1955 in Wassenaar) war ein niederländischer Fechter und Funktionär.

## Leben
George van Rossem nahm an den Olympischen Zwischenspielen 1906 in Athen sowie an drei Olympischen Spielen teil. In Athen gewann er in der Säbelkonkurrenz auf drei Treffer die Silbermedaille, während er sich mit der Säbel-Mannschaft Bronze sicherte. Mit dem Degen und in der Säbelkonkurrenz ohne Einschränkungen schied er in der Vorrunde aus. Bei den Olympischen Spielen 1908 in London trat van Rossem mit dem Degen und dem Säbel sowohl im Einzel als auch mit der Mannschaft an. Sein bestes Resultat war der fünfte Rang mit der Säbel-Mannschaft. 1912 in Stockholm erreichte er mit der Degen- und der Säbel-Mannschaft jeweils den Bronzerang. Im Einzel mit dem Degen schied er bereits in der ersten Runde aus. Bei seinen dritten Spielen 1920 in Antwerpen belegte er mit der Degen-Mannschaft Rang sieben.
Van Rossem blieb nach seiner sportlichen Karriere dem Sport in verschiedenen Funktionärstätigkeiten erhalten. Von 1925 bis 1928 war er der dritte Präsident der Fédération Internationale d’Escrime sowie Generalsekretär des Organisationskomitees der Olympischen Spiele 1928 in Amsterdam. Anschließend war er von 1930 bis 1946 als Schatzmeister des Niederländischen Olympischen Komitees tätig.